# Deuteriu
Deuteriul este un izotop stabil al hidrogenului, cu număr de masă 2. Are nucleul format dintr-un proton și un neutron. Se formează în urma capturării unui neutron de către atomul de hidrogen.

## Simbol chimic
Deuteriul este frecvent reprezentat prin simbolul chimic D. Deoarece este un izotop al hidrogenului cu număr de masă 2, este reprezentat și prin simbolul 2H. IUPAC permite folosirea ambelor simboluri, dar notația 2H este preferată.

## Compuși chimici ai deuteriului
- D2O, apă grea se foloseste ca moderator in reactorii centralelor nucleare.